# 波尼法爵六世
教宗博義六世（拉丁語：Bonifacius PP. VI）本名不詳，896年4月11日至896年4月26日出任教宗。他是天主教歷史上在位時間第三短的教宗，僅次於当选教宗斯德望（三日）及教宗烏爾巴諾七世（十三日），在位僅僅十六日。他於羅馬出生，在上一任教宗福慕逝世後，他於896年4月當選成為教宗。他的死因是痛風，但傳聞他是被他的繼任者教宗德範六世所謀害。
898年，在羅馬教廷，教宗若望九世主持之下，宣告博義六世的選舉無效。

## 譯名列表
- 见教宗波尼法爵一世